# Kronika Sejmowa
„Kronika Sejmowa” – czasopismo otwartego dostępu wydawane od 1990 przez Kancelarię Sejmu. 

## Opis
Czasopismo ukazuje się od grudnia 1990, początkowo wychodziło jako tygodnik, od 2003 jako ilustrowany dwutygodnik, a od 2019 jako miesięcznik. Zawiera informacje o bieżących pracach Sejmu, jego prezydium i komisji sejmowych. Publikuje także relacje z konferencji, wystaw i uroczystości, a także notatki o pracach Parlamentu Europejskiego, Rady Europy i parlamentów państw europejskich. 
„Kronika Sejmowa” jest rozpowszechniana nieodpłatnie i dostępna na terenie kompleksu budynków Sejmu oraz m.in. w bibliotekach, ambasadach i instytucjach państwowych. Numery od maja 2003 są dostępne w wersji elektronicznej na stronie internetowej Sejmu.